# جائزة الولايات المتحدة الكبرى 2015
جائزة الولايات المتحدة الكبرى 2015 (بالإنجليزية: 2015 United States Grand Prix)‏ هو سباق فورمولا 1 أقيم بتاريخ 25 أكتوبر 2015 في حلبة الأمريكتين، مقاطعة ترافيز، أوستن. كان السادس عشر من أصل 19 في بطولة العالم لسباقات الفورمولا واحد موسم 2015.